# 加藤拓歩
加藤 拓歩（かとう たくほ、1998年1月2日 - ）は、日本の男性元プロレスラー。北海道出身。血液型A型。最終所属は大日本プロレス。身長173cm、体重90kg。

## 経歴
2017年、大日本プロレスに入門。
2018年
- 1月2日、二十歳の誕生日となるこの日の後楽園ホール大会でデビュー（vs 青木優也・森廣祐基、パートナーは野村卓矢）。
- 4月29日 - 5月6日、KAIENTAI DOJO主催K-METAL LEAGUE 2018に出場。総得点数1位となり決勝に進出するが、決勝戦で4代目マリーンズマスクに敗れ、準優勝。

2022年
- 独学で勉強した宅建に合格したことを発表

2023年
- 別の道へ進むため引退。

## 得意技
- アルゼンチンバックブリーカー

## 人物
- 地元・札幌で大日本が大会を行った際、そのまま交通費をかけずに横浜市の道場に連れて来られた。
- 寿司屋でアルバイトをしていたことがある。その事から自身のことを「握れるレスラー」と言っている。

## タイトル歴
大日本プロレス
- 横浜ショッピングストリート6人タッグ王座

新潟プロレス
- 若獅子菊水杯王座